# Oskar Strnad
Pour les articles homonymes, voir Strnad.
Oskar Strnad, né le 26 octobre 1879 à Vienne (Empire austro-hongrois) et mort le 3 septembre 1935 à Bad Aussee (Autriche), est un architecte autrichien, aussi sculpteur, dessinateur et scénographe au cinéma et au théâtre.
Avec Josef Frank, il a joué un rôle déterminant dans la création du caractère distinctif de la Wiener Schule der Architektur (« École d'architecture de Vienne »).
Oskar Strnad représente un concept moderne du « vivre » pour tous, tout au long de sa carrière, il planifie et construit des maisons d'habitation privées, conçoit des meubles, crée des céramiques et des aquarelles et conçoit des décors et des accessoires pour des pièces de théâtre et des films. 

## Biographie
Strnad nait à Vienne le 26 octobre 1879 dans une famille d'origine juive. De 1909 à 1935, il est professeur à la Wiener Kunstgewerbeschule (« École des arts appliqués de Vienne ») avec Josef Hoffmann. La future peintre autrichienne Ida Maly y est notamment son élève. À partir de 1918, il crée des dessins pour un "théâtre rond" (Rundtheater) en collaboration avec son élève Margarete Lihotzky (plus tard Margarete Schütte-Lihotzky). Parmi ses autres élèves figurent les derniers architectes de cinéma et scénographes Artur Berger et Harry Horner. En 1923, Strnad construit le Drei-Szenen-Theater (littéralement théâtre à trois scènes), une scène en trois parties dans un auditorium circulaire.
À partir de 1919, il est scénographe pour le Wiener Volkstheater. Plus tard, Strnad conçoit de nombreux décors très remarqués pour le Wiener Staatsoper, y compris des décors pour Wozzeck d'Alban Berg et pour la première de Jonny spielt auf d'Ernst Křenek. Enseignant au Séminaire Max Reinhardt, il crée également des intérieurs pour les chefs-d'œuvre somptueux du "Wiener Film" tels que Maskerade (1934) et Episode (1935).
Il meurt à Bad Aussee le 3 septembre 1935.

## Travaux
- 1914 - Le pavillon autrichien de l'Exposition universelle de 1914 (Werkbund Exposition 1914), avec Josef Hoffmann
- 1925 - Le pavillon autrichien de l'Exposition internationale des arts décoratifs et industriels modernes (1925), avec Josef Hoffmann)
- 1918 - Rundtheater (prévu en 1917)
- 1923 - Réalisation du Drei-Szenen-Theatre (scène en trois parties et auditorium circulaire)
- 1926 - un théâtre à Amsterdam
- 1932 - maison double, aujourd'hui détruite, dans le Werkbundsiedlung Wien
- 1932 - maison pour les gens ordinaires (Volkshaus) à Vienne 15, Holochergasse
- tout au long de sa carrière, à Vienne et en Basse-Autriche : de nombreuses maisons privées et aménagements intérieurs ;
- tout au long de sa carrière, en Autriche : tombes de guerre et monuments aux morts, chaises, verre décoratif, sculptures, etc.
- à l'Österreichisches Theatermuseum, Vienne : décors et costumes (77 pièces).

## Sources et liens externes
- Notices d'autorité :   - VIAF
  - ISNI
  - BnF (données)
  - IdRef
  - LCCN
  - GND
  - Pays-Bas
  - Israël
  - NUKAT
  - Catalogne
  - Tchéquie
  - WorldCat
- Notices dans des dictionnaires ou encyclopédies généralistes :   - Brockhaus
  - Deutsche Biographie
  - Österreichisches Biographisches Lexikon 1815–1950
  - Store norske leksikon
- Ressources relatives aux beaux-arts :   - Artists of the World Online
  - Grove Art Online
  - Musée d'Orsay
  - Museum of Modern Art
  - Nationalmuseum
  - RKDartists
  - Union List of Artist Names
- Ressources relatives au spectacle :   - Archives suisses des arts de la scène
  - European Theatre Architecture
- Ressources relatives à l'audiovisuel :   - Filmportal
  - IMDb
- elib.uni-st Stuttgart.de: OPUS - Offene Welten: die Wiener Schule im Einfamilienhausbau 1910-1938 (Meder, Iris) (in German)
- (de) Architekturzentrum Wien: Architektenlexikon - Oskar Strnad
- Ouvrages par ou sur Oskar Strnad listés par WorldCat